# スウィッチ・イット・オン
「スウィッチ・イット・オン」(Switch It On)は、イギリスのシンガーソングライター、ウィル・ヤングの楽曲。3枚目のスタジオ・アルバム『キープ・オン』から第一弾、ヤングにとって通算9枚目のシングルとしてリリースされた。

## ミュージック・ビデオ
ビデオは映画『トップガン』をモチーフにしているが、加えてホモエロティックな描写が盛り込まれている。これについてヤングは当時このアイデアを支持したが周りからは違ったアイデアを勧められていたと2022年のインタビューで明かした。またヤングはそのような事がまだ主流として認められていなかった時代に同性愛の要素をメインストリームに取り入れるのを楽しんだとして、自身がメインストリームの体制を覆したのではないかとも語った。

## 収録曲

### イギリス盤 CD1
1. スウィッチ・イット・オン
2. スウィッチ・イット・オン（フリーフォーム・リフォーム）

### イギリス盤 CD2
1. スウィッチ・イット・オン
2. アイ・ラヴ・ユー・モア・ザン・ユール・エヴァー・ノウ
3. スウィッチ・イット・オン（フリーフォーム・リフォーム）

- ピクチャー・ギャラリー、スクリーンセーバー

## チャート
| チャート (2005年)                        | 最高位 |
| ---------------------------------------- | ------ |
| ヨーロッパ (Eurochart Hot 100)           | 18     |
| アイルランド (IRMA)                      | 23     |
| スコットランド (Official Charts Company) | 4      |
| UK シングルス (OCC)                      | 5      |

| チャート (2005年) | 順位 |
| ----------------- | ---- |
| イギリス (OCC)    | 131  |